# 1895 aux échecs
| Années des échecs : 1892 - 1893 - 1894 - 1895 - 1896 - 1897 - 1898    |
| Décennies des échecs : 1860 - 1870 - 1880 - 1890 - 1900 - 1910 - 1920 |

Cet article présente les faits marquants de l'année 1895 aux échecs.

## Événements majeurs
- Le Tournoi d'Hastings 1895, disputé du 5 août au 3 septembre 1895, est remporté, pour le tournoi principal ((en)Masters Tournament), par l'Américain  Harry Nelson Pillsbury.

## Championnats nationaux
- Empire allemand : Pas de championnat du Congrès[1].
- Canada : Pas de championnat[2].
- Écosse : Daniel Yarnton Mills remporte le championnat[3].

- Suisse : Ulrich Bachmann remporte le championnat [4].

## Naissances
- André Chéron
- Nikolaï Grigoriev

## Nécrologie
- 13 mars : William Potter
- 6 mai : Martin From
- 15 septembre : Jan Kleczyński
- 17 décembre : Georges Emile Barbier